# Baconin Borzacchini
Baconin Borzacchini (vlastním jménem Baconino Francesco Domenico Borzacchini) se narodil 28. září 1898 v Terni (region Umbria) a zemřel 10. září 1933 při závodu v Monze. V roce 1930 byl dotlačen pod tíhou Mussoliniho fašistického režimu změnit křestní jméno na Mario Umberto. Byl to italský závodní jezdec, který jezdil na vozech Salmson (1925–1928), Maserati (1927–1930, 1933) a Alfa Romeo (1930–1933). 
Přestože závodil na velmi dobrých vozech Alfa Romeo a Maserati vyhrál pouze tři velké závody, Pohár Etny v roce 1928, Velkou cenu Tripolisu v roce 1930 a Mille Miglia v roce 1932. Historici jej označují jako „věčně druhý“ – jako druhý dojel jednadvacetkrát.

## Mládí a začátky v závodech automobilů
Baconin Borzacchini se narodil v Terni, malém městě asi 100 km severně od Říma. Byl otcem pojmenován po ruském revolučním anarchistovi Michailu Alexandroviči Bakuninovi. To se později fašistické vládě nezdálo vhodné, a proto si v roce 1930, když se Borzacchini setkal s italským korunním princem na závodním okruhu v Monze, změnil křestní jméno na Mario Umberto. 
Ve 14 letech začal pracovat v místní autodílně a vyučil se automechanikem. Za 1. světové války sloužil v italském, armádním dělostřelectvu. Po válce začal závodit na motocyklech, a od roku 1923 se „přeškolil“ na závody automobilů. Během let 1925–1927 vyhrál šest italských závodů v kopcích a také se začal zúčastňovat závodů na okruzích. Borzacchini nepatřil k bohatým závodníkům, naopak míval poměrně často hluboko do kapsy.
První závod absolvoval 16. května 1923 na závodu do vrchu Coppa della Mengara (Montefelcino-Mt Mengara u Gubbia) na voze Ansaldo 4C (čtyřválcový 30koňový motor o objemu válců 1 850 ccm) a vyhrál s ním třídu, celkově obsadil 11. místo.

## Závodní kariéra

### Salmson (1925–1928)
S 1,1 litrovým čtyřválcovým  Salmsonem GSS v roce 1925 skončil druhý ve třídě v Perugii (Coppa della Perugina), kde mj. porazil nadějného Luigiho Fagioliho na podobném voze Salmson. Vyhrál s tímto vozem i svůj první závod do vrchu v absolutním pořadí, to bylo 20. září na Spoleto-Forca di Cerro (Perugia). V závodě do vrchu Criterum di Roma (Vermicino-Rocca di Papa) 27. září vyhrál třídu a absolutně skončil 2. 
Následující rok (1926) vyhrál ve třídě do 1100 ccm Targa Florio Junior (25. dubna) a 9. května na okruhovém závodu Coppa Etna obsadil celkově 7. místo. Závod do vrchu v Camaiore u Florencie (Coppa del Marchese Ginori) v absolutní pořadí dojel jako druhý. Při Coppa della Perugina (18 kol x 16,4 km = 295,2 km) 30. května opět vyhrál třídu do 1,1 l a celkově dojel na 10. místě. Celkově na 2. místě skončil při současném vítězství ve třídě 27. června u Florencie (okruh Circuito delle Cascine) na závodu Coppa del Marchese Ginori. V absolutním pořadí vyhrál dva závody krátce po sobě, 14. července Coppa Tuscolana a 18. července Citta di Camaiore. Na Coppa Montenero v Livornu 15. září opět vyhrál třídu. 
Na Targu Florio se vrátil v roce 1927, aby opět vyhrál třídu do 1,1 l a opět za sebou nechal Fagioliho. V tomto ročníku zde poprvé startovala Eliška Junková a vedla si – až do nehody, která ji vyloučila z dalšího boje – velmi statečně a odvážně. Na Maserati 26 (osmiválec 1,5 l) vyhrál závody do vrchu v absolutní pořadí, 10. června 1927 ve svém rodišti Terni-Passo della Somma a 21. srpna 5, ročník Coppa della Collina Pistoiese (Pistoia). Na okruhovém závodu Coppa Montenero (nemistrovský podnik Grand Prix) v Livornu 14. srpna na Maserati 26 obsadil výborné 3. místo (a 2. místo ve třídě).
Svoje „učednická“ léta se Salmsonem završil v letech 1928 a 1929, kdy zvítězil 12. března 1928 v třídě do 1,1 l na Grand Prix Tripolisu a s Maserati 27B 20. května 1928 na Coppa Etna (Circuito di Gelso Bianco – Catania). To bylo jeho první vítězství v absolutním pořadí s automobilem na okruhu. Před tím na Targa Florio 6. května 1928 neměl štěstí, protože na Maserati 26B odpadl po 3 kolech. Závod dokončilo jen 13 vozů z 37 startujících, mezi nimiž byla na 5. místě Eliška Junková na Bugatti 35B, když po předposledním kole ještě jela průběžně na 2. místě. Koncem sezóny 1928 vyhrál závody do vrchu Coppa Tullio Leonardi (Vermicino-Rocca di Papa) a Coppa Gallenga (Rocca di Papa) na Maserati 26B, které se jely na stejné trati a ve stejný den 21. října.

### Maserati (1928–1930)
Výsledky závodů se Salmsonem a s Maserati 26B mu zajistily pro rok 1929 pozvánku do závodního týmu Maserati (Officine Alfieri Maserati), kde měl k dispozici kvalitnější a podstatně silnější vozy. Ihned začal prokazovat své kvality. Ve Velké ceně Tripolisu (24. března 1929, Maserati 1700 Tipo Monza) a na Poháru Pietra Bordina v Alessandrii (21. dubna 1929, Maserati 26R) obsadil vždy druhé místo. Na Velké ceně Monzy 15. září 1929 (22 kol/99 km) na Maserati 26B obsadil ve finálové jízdě 7. místo, protože jej dosti zdržela prasklá pneumatika. Z počátku jezdil na 2. (po 1. kole) a 3. místě (v 2. až 5. kole). V den svých třicátých narozenin (28. září 1929) se v Cremoně pokusil překonat světový rekord na 10 km s letmým startem – a podařilo se. Na závodu Lanciati Cremona zvítězil se šestnáctiválcovým Maserati V4 a dosáhl času 2:26,3 min v průměrné rychlosti 246,069 km/h/152,9 mph. Přímá trať měřila 18 km, na rozjezd a dojezd měli jezdci 4 km.

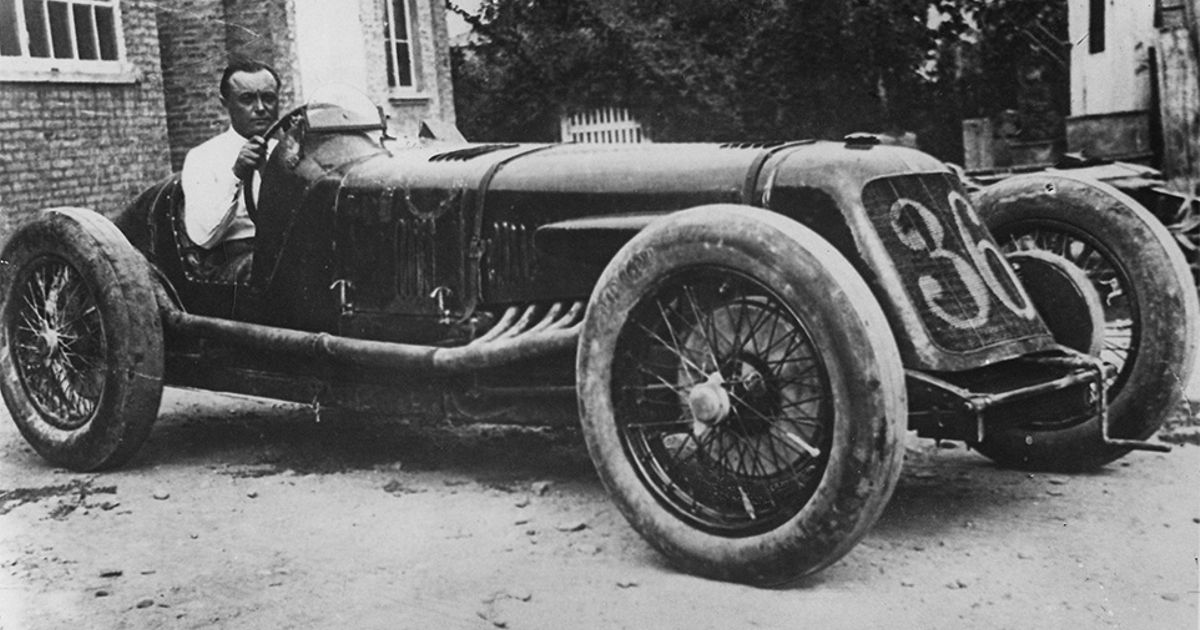
Borzacchini na Maserati V4 po překonání rekordu na 10 km (1929). V roce 1930 vyhrál se stejným vozem Grand Prix Tripolisu

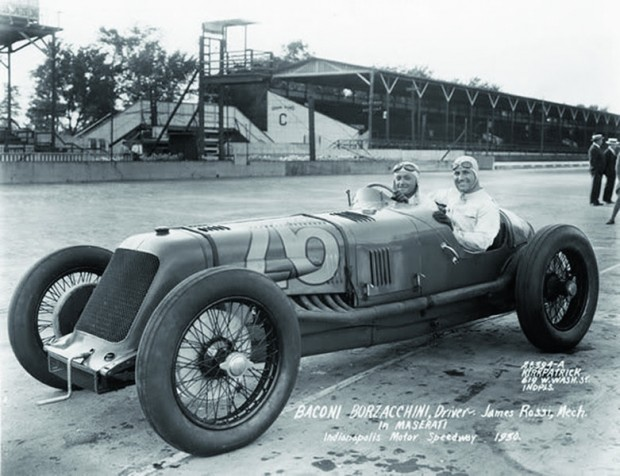
Borzacchini/Rossi, Maserati V4, 500 mil Indianapolis (1930)

První velkého vítězství se Borzacchini dočkal 23. března 1930 na 6. ročníku Grand Prix Tripolisu. To jel na továrním Maserati V4 se šestnáctiválcovým, čtyřlitrovým motorem přeplňovaným kompresorem Roots (V-16, 3961 cm³, 224 kW/300 k). Tento čtyřlitrový šestnáctiválec s vrtáním 62 mm a zdvihem 82 mm, zapalováním Bosch nebo Scintilla, dvěma kompresory Roots a dvěma karburátory Weber dosahoval při 5500 ot/min maximální výkon na hranici 285 k až 305 k. Velká cena Tripolisu 1930 se jela naposledy na starém 26,2 km dlouhém okruhu Tagiura jihovýchodně od Tripolisu. Závod se jel systémem 2 rozjížděk a finálové jízdy na 4 kola/104,8 km. Libye byla pod italskou nadvládou od roku 1911 a tato Velká cena Tripolisu byla prvním z 12 závodů započítávaných do italského automobilového šampionátu v roce 1930. Borzacchini vyhrál finálovou jízdu v průměrné rychlosti 146,5 km/h před týmovým kolegou Luigim Arcangelim (Maserati 26B) a Clementem Biondettim na Talbotu 700. Nejrychlejší kolo zajel Borzacchini za 10:28 min (150,2 km/h). Vítězství v Tripolisu znamenalo pro Maserati i pro Baconina první vítězství v závodě Grand Prix. Na Targa Florio 4. května s novým vozem Maserati 26M byl klasifikován jako 11. před 12. dr. Otakarem Bittmannem (Bugatti 35C). Závod vyhrál Achille Varzi na Alfa Romeo P2-30, který měl o 40 minut lepší čas než Borzacchini.
Poslední květnovou neděli 1930 se zúčastnil s Maserati V4 závodu 500 mil Indianapolis. V automobilce připravili, na svou dobu, velmi neobvyklou aerodynamickou karosérii, vyměnili původní čtyřstupňovou převodovku za třístupňovou a demontovali kompresory. Přestože motor neměl obvyklý maximální výkon, Baconin Borzacchini cítil, že by v USA mohl zabodovat. V kvalifikaci zajel až 28. čas, proto startoval z 10. řady. Spolu s 35 Američany startovali dva Italové a jeden Kanaďan. Byl klasifikován jako předposlední, protože již 7. kole odstoupil pro poruchu magneta. Problémy se zapalováním motoru ho vyřadily dříve, než mohl rozehrát svůj závodní koncert – po šesti kolech z celkových dvou set musel odstoupit.  

### Alfa Romeo (1930–1933)
V polovině roku přestoupil do týmu Alfy Romeo resp. do stáje Scuderia Ferrari. Dobrých výsledků dosáhl Borzacchini na Coppa Ciano na okruhu Montenero u Livorna s Alfa Romeo 6C-1750 GS (3. srpna, 4. místo), na Coppa Acerbo – Grand Prix Pescary opět s Alfa Romeo 6C-1750 GS (17. srpna, 3. místo) a na 1. ročníku Masarykova okruhu. V Brně startoval na špičkovém voze Alfa Romeo P2-30 za tým Scuderia Ferrari. Za tento tým také s dalším vozem startoval i „maestro“ Tazio Nuvolari. Ten ovšem musel odstoupit po 5. kole pro ztrátu oleje z klikové skříně. Do 12. kola jezdil Borzacchini na 2. místě za von Morgenem resp. Leiningenem (tito jezdci si po 10. kole vozy Bugatti vyměnili). Po 11. kole zastavil Borzacchini v depu na tankování. Nuvolari chtěl znovu řídit, a tak oslovil Borzacchiniho a zeptal se ho, zda by mohl převzít řízení. Borzacchini to nemohl svému příteli odepřít. Čerstvý a odpočatý Nuvolari převzal Borzacchiniho Alfu Romeo, aby zaútočil na Leiningena ve zpomalujícím Bugatti, který byl nyní o šest minut před ním. Nuvolari však začal mít problémy s chlazením, po 14. kole musel zastavit v depu na doplnění vody. Leiningen odstoupil v předposledním kole a do čela šel s pohodlným náskokem 4 minut Nuvolari. Vypadalo to, že italské vítězství je nyní jisté. Už průběhu posledního 17. kola měl Nuvolari problémy, jel s otevřenou kapotou kvůli lepšímu chlazení. K rozuzlení došlo 10 km před cílem za Ostrovačicemi, příznačně u vodojemu, kde zastavil s „vařícím“ motorem. Než se mu podařilo opatřit a doplnit vodu, předjeli ho von Morgen (Bugatti T35C) a Burggaller (Bugatti T35B). Posádka Borzacchini/Nuvolari dojela na 3. místě s více než půlhodinovou ztrátou na vítěze.
Zajel v roce i několik dobrých výsledků v závodech do vrchu, např. 24. srpna vyhrál Pontedecimo-Giovi u Janova (Alfa Romeo 6C 1750 GS). V tomto závodě už jel pod svým novým jménem Mario Umberto Borzacchini. A 21. září dojel na 3. místě v závodě do vrchu Svab v Budapešti v kategorii sportovních vozů. Ve třídě do 2 l zvítězil v rekordu třídy. Závod by součástí evropského šampionátu v závodech do vrchu.
V roce 1931 pokračoval Borzacchini u tovární stáje S.A. Alfa Romeo. Toho roku obsadil 5x druhé místo. Poprvé startoval v Mille Miglia (11.–12. dubna), kde byla Alfa se svými hvězdami největším favoritem. V jednu chvíli Borzacchini vedl s náskokem osmnácti minut na Mercedes-Benz SSKL Rudolfa Caraccioly, ale jakmile se jezdci dostali na delší roviny, dominovala síla Mercedesů. Caracciola zvítězil a čest Alfy zachraňoval Campari na druhém místě. Borzacchini musel celkem jedenáctkrát měnit pneumatiku a nakonec kousek před cílem naboural. Jinak to však pro něj byl velmi dobrý rok. Na 12. ročníku Targa Florio 10. května s Alfou Romeo 6C 1750 GS dojel druhý za Taziem Nuvolarim (Alfa Romeo 8C-2300).
Mistrovství Evropy jezdců se v roce 1931 skládalo ze 3 desetihodinových závodů (Itálie, Francie, Belgie). Na Grand Prix Itálie (24. května) posádka Ferdinando Minoia/Baconin Borzacchini na voze Alfa Romeo 8C-2300 obsadila 2. místo. Byl to vítězný „double“, protože na 1. místě dojeli na stejném typu G. Campari/T. Nuvolari. Na Grand Prix Francie, která se jela v Linas-Motlhéry (100 kol/12,5 km), zvítězili před 100 000 diváků L. Chiron/A. Varzi na Bugatti T51 před posádkou G. Campari/B. Borzacchini (Alfa Romeo 8C Monza). Po 450 km Borzacchini vystřídal Campariho, který jel na 7. místě. Po 700 km jel Borzacchini jako 10. a opět se ujal řízení Campari. Po odpadnutí několika jezdců Campari přidal a dostal se na 2. místo. Na následující Grand Prix Belgie (na okruhu ve Spa-Francorchamps), což byl závěrečný závod mistrovství Evropy v roce 1931, dojeli Nuvolari/Borzacchini „pro změnu“ opět na 2. místě. Během 3. hodiny závodu Borzacchini převzal vůz po Nuvolarim. Neudržel vedení, byl předjet Chironem na Bugatti, ale po 5 hodinách byl Borzacchini opět v čele. Během šesté a deváté hodiny došlo opět ke změnám jezdců. Borzacchini odjížděl po vystřídání s dvouminutovým náskokem. Druhý William Grover-Williams na Bugatti však jezdil kola v časech 6:30 min a získával na Borzacchiniho šest až dvanáct vteřin každé kolo, čímž neustále snižoval náskok Alfy. Nakonec Williams Alfu předjel a dostal se do vedení. Během desáté hodiny zastavila Alfa v boxech, kde Borzacchini oznámil, že má problémy s přívodem paliva. Po krátké práci na voze převzal vůz opět Nuvolari. Nakonec se ukázalo, že problém byl v zapalovací cívce. Po výměně cívky Nuvolari nakonec dohnal Williamse a předjel ho, ale Alfa Romeo byla stále o kolo pozadu. Po 10 hodinách Williams s hrabětem Conellim na Bugatti T51 zvítězili, když ujeli 1320 km. Nuvolari a Borzacchini s Alfou Romeo skončili druzí se ztrátou více než ¾ kola. Mistrem Evropy se stal Ferdinando Minoia, který ujel ve třech závodech nejdelší vzdálenost (3935,254 km) a získal odměnu 150 000 franků. Přestože Borzacchini byl 3x druhý a ujel více km (4059,992) nebyl v mistrovství klasifikován, protože se do mistrovství započítávaly pouze výsledky prvního jezdce a Borzacchini byl pouze spolujezdec, proto ho pravidla vyloučila z bodování.
V závodě do vrchu z Pontedecimo na Giovi Pass u Janova (8. ročník, 9,760 km), který se konal 28. června ve sportovních automobilech přes 1,5 l vyhrál a v celkové pořadí vč. závodních strojů obsadil 3. místo (Alfa Romeo 2,3 l). Ještě 19. července za volantem Alfy Romeo 2 000 zvítězil ve sportovních vozech při závodě Circuito Principe di Piemonte v Avellinu, což byl v podstatě horský okruh s převýšením 274 m a délkou 24,951 m. Borzacchini dosáhl v závodě na 10 kol/249,51 km průměrné rychlosti 88,7 km/h. Na irské Tourist Trophy, která se jela na poloostrově Ards, na trati u Belfastu 22. srpna obsadil 2. místo.  

Nemistrovská 4. Velké cena Monzy se jela 6. září opět systémem rozjížděk a finálové jízdy (35 kol x 6,861 km = 240,14 km). Po pomalejším startu se Borzacchini z 5. místa po 1. kole začal prokousávat vpřed. Po 20 kolech stále držely Maserati vedení (Fagioli a Dreyfus) před Varzim a Borzacchinim. Varzi pronásledoval Dreyfuse, ale kvůli opakovanému defektu musel Ital ještě jednou zajet do boxů a klesl na čtvrté místo. Ztratil hodně času, takže rychlý Borzacchini postoupil na 3. místo a potom dokázal předjet i Varziho na druhé místo. Jako obvykle byl věčně druhý, jako by měl druhá místa předplacena. Zvítězil Fagioli před Borzacchinim a Varzim. Poslední závod sezóny absolvoval 4. října na Coppa Della Consuma v Pontassieve a dojel na 2. místě.  

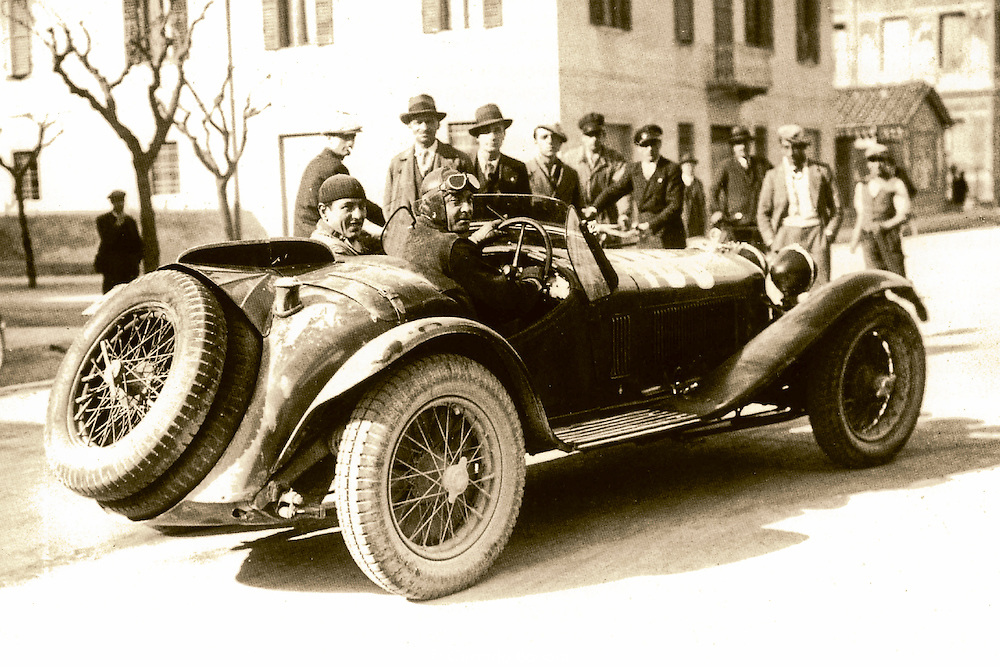
Baconin Borzacchini/Amedeo Bignami, Alfa Romeo 8C 2300 spyder Touring (2336 cm³), vítězná posádka Mille Miglia (1932)

Sezónu 1932 zahájil 9.–10. dubna účastí na tisícimílovém závodě Mille Miglia. V tomto závodu sportovních vozů Mario U. Borzacchini a Amedeo Bignami (Alfa Romeo 8C-2300) zvítězili v čase 14:55:19,4 h a v průměrné rychlosti 109,884 km/h, což byl rekord závodu. S vozy stáje Scuderia Ferrari skončili na 2. a 3. místě posádky Carlo Felice Trossi / Antonio Brivio (Alfa Romeo 8C-2300) a Luigi Scarfiotti Guido D'Ippolito (Alfa Romeo 6C-1750). Na dalším vytrvalostním závodě Targa Florio (8. května, 8 kol x 72,0 km = 576,0 km), který se jel na nově vybudovaném okruhu v Madonii, na voze Alfa Romeo 8C Monza obsadil po 7:21:29,8 h o necelých 6 minut 2. místo za Taziem Nuvolarim na stejném typu.
Potom se již věnoval hlavně závodům Grand Prix. Na 10. Grand Prix Itálie (5. června, Monza) se jel pětihodinový závod a byl součástí mistrovství Evropy 1932 (Itálie, Francie, Německo). Na továrním voze st. č. 2 (Alfa Romeo 8C Monza) se vystřídali 3 jezdci Borzacchini, Marinoni a Caracciola. Borzacchini odstartoval „zvolna“, po prvních 10 kolech jel na 7. místě, ale postupně postupoval vpřed, aby auto Marinonimu předal po 26. kole na 4. místě. A to v 26. kole byl Borzacchini zasažen do hlavy kamenem odmrštěným od před ním jedoucího auta (Chiron), které se chystal předjet. Ital pokračoval až do depa navzdory zakrvácené tváři a potřísněné bílé kombinéze. Zatímco Borzacchini byl ošetřován, převzal vůz Marinoni. Ošetřený Borzacchini s obvázanou hlavou se po 60. kole rozhodl opět převzít Alfu od Marinoniho. Ale po krátké chvíli zajel do depa, vypotácel se z auta a okamžitě omdlel. Auto převzal Caracciola a posunul Borzacchiniho Alfu v cíli po 82. kolech (827,549 km) na 3. místo. Zvítězil Nuvolari na novém voze Alfa Romeo Tipo B/P3.
V závodě do vrchu Pontedecimo – Giovi u Janova (19. června, 9. ročník) zvítězil na Alfa Romeo Monza 2.3 MM v kategorii sportovních vozů ale také v celkovém pořadí, když porazil Nuvolariho na závodní Alfě Romeo.
V dalším závodě mistrovství Evropy, kterým byla 3. července konaná Grand Prix Francie na okruhu v Remeši, zajel Borzacchini lépe než v Monze a obsadil v pětihodinovém závodě 2. místo. Start závodu byl stanoven na pravé poledne a konec v 5 h odpoledne. Po prvním kole vedl Nuvolari před Caracciolou a Borzacchinim (všichni na Alfa Romeo). Tento stav platil i po 4 hodinách. Před závěrem závodu signalizoval konstruktér vozu a manažer stáje Vittorio Jano, aby se vozy seřadily tak, aby triumfálně projely cílem v jednom šiku současně. Před posledním 92. kolen proto Jano naznačoval Nuvolarimu, aby zpomalil a počkal, až jej Caracciola a Borzacchini dohoní. Nuvolari toho nedbal a předstíral, že znamení nerozumí. Při těchto manévrech Borzacchini předjel Caracciolu. Vozy Alfa Romeo Tipo B/P3 obsadily kompletně stupně vítězů.
V posledním závodě mistrovství, v Grand Prix Německa, konané 17. července na Nürburgringu (25 kol/570,25 km) obsadily Alfy Romeo Tipo B/P3 prvá 3 místa jako ve Francii. Tentokráte v pořadí Caracciola, Nuvolari, Borzacchini. Tímto vítězstvím získala značka Alfa Romeo Evropský šampionát výrobců a Nuvolari Evropský šampionát jezdců. V pořadí Tazio Nuvolari, Mario Umberto Borzacchini a Rudolf Caraciola obsadili stupně vítězů v mistrovství Evropy 1932, všichni Alfa Romeo.
Potom se Borzacchini zúčastnil 3 závodů v Itálii. Na 6. ročníku Coppa Ciano na okruhu Montenero v Livornu dojel na 2. místě za Nuvolarim, na Coppa Acerbo (Grand Prix Pescary) 14. srpna dojel 6., a na 5. Velké ceně Monzy 11. září uzavřel svoji nejúspěšnější sezónu 4. místem.

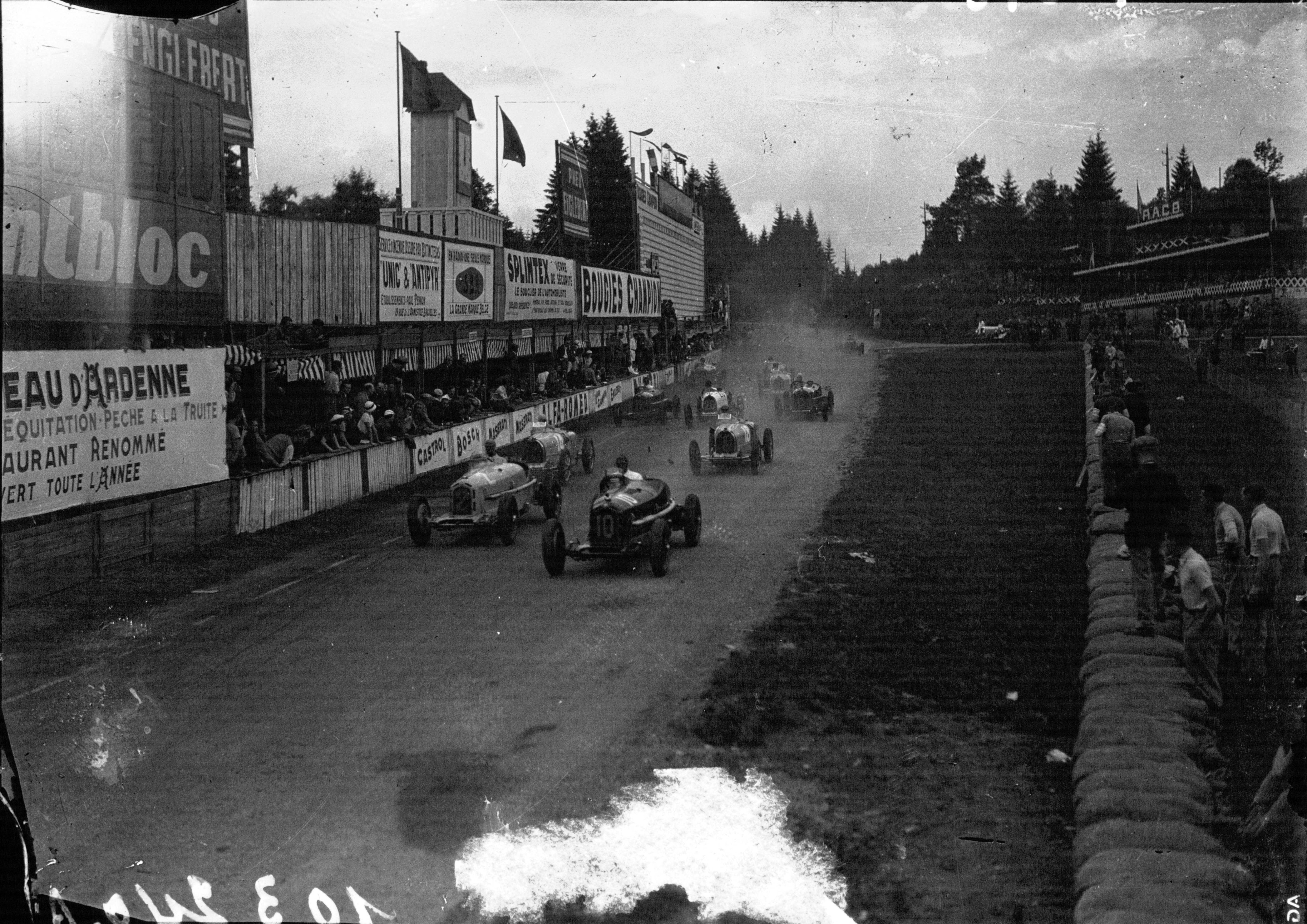
Start Grand Prix Belgie. V čele Borzacchini se st. č. 10 (1933)

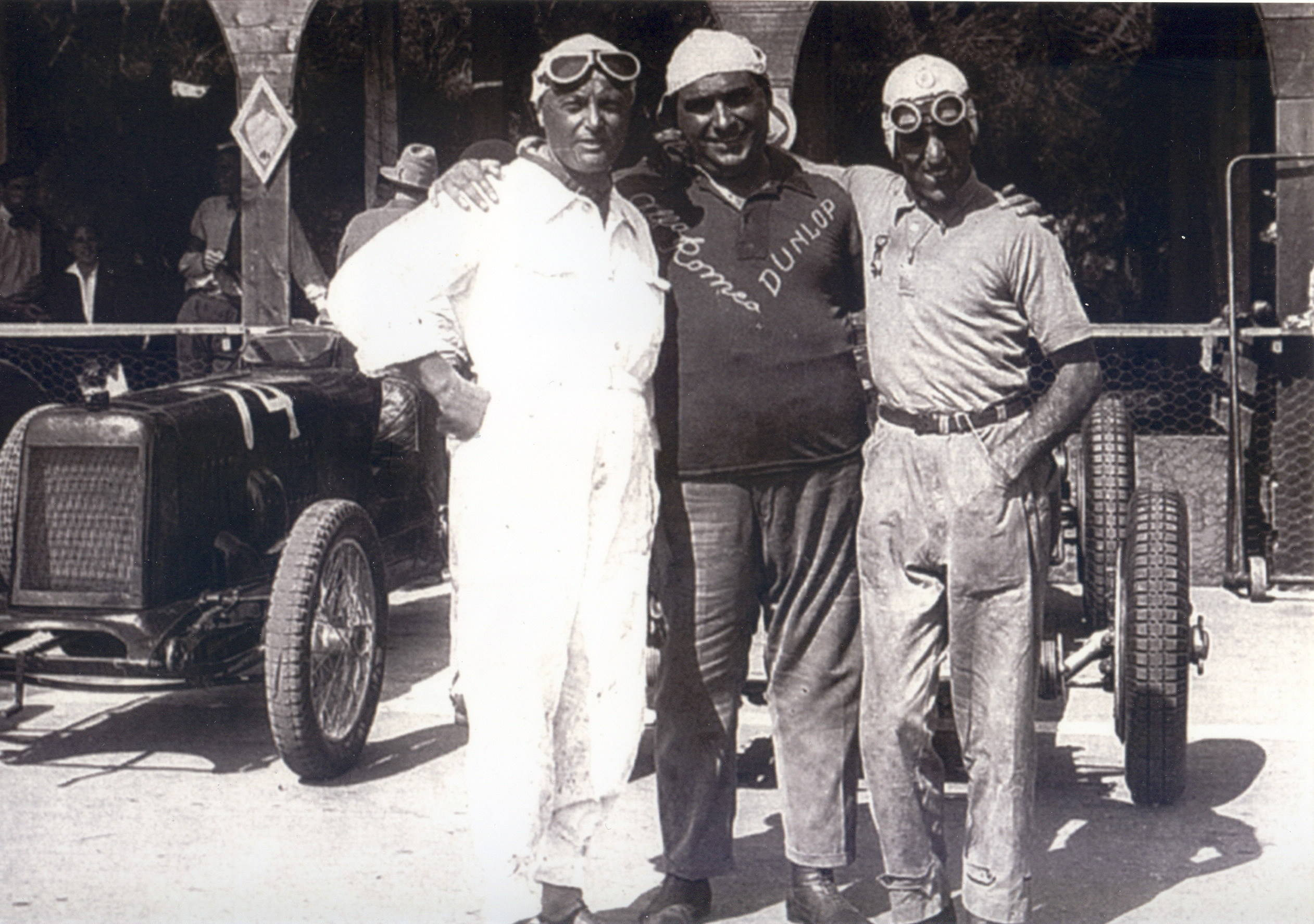
Tři kamarádi na Coppa Ciano 1933 (zleva Borzacchini, dojel 4. – Campari, dojel 3. a Nuvolari zvítězil)

V roce 1933 zahájil sezónu opět s vozy Alfa Romeo, ale ve stáji Scuderia Ferrari, protože stáj S.A. Alfa Romeo koncem roku 1932 svoji závodní činnost ukončila. Scuderia musela používat starší dvoumístné vozy Alfa Romeo Monza 2300 resp. 2600 (s objemem motoru zvýšeným na 2557 cm³, převrtaný na 68 mm), než tým obdržel od Alfy Romeo ex-workshop monoposty Tipo B/P3. 
Sezóna Scuderie byla zahájena 26. března na Grand Prix Tunisu, kde po 470 km (37 kol x 12,714 km = 470,4 km) vyhrál Nuvolari a druhý skončil o 0,2 vteřiny za ním Borzacchini. Na okruhu v Kartágu jel Nuvolari s novým motorem 2,6 l zatímco Borzacchini se musel spokojit se slabším 2,3 l. Na konci prvního kola projel první Borzacchini (startoval z 2. řady), za ním Czaykowski, Moll a Nuvolari, který předjel devět vozů v jednom kole (startoval až z 5. řady). Po 5. kole byl již Nuvolari v čele před Borzacchinim. V předposledním kole Nuvolari zpomalil a Nuvolari s Borzacchinim bojovali bok po boku. Bylo to velmi těsné finále, když projeli cílovou čárou, jen dva metry od sebe. Dav propukl v bouřlivý potlesk a nadšení „krajané“ (Tunis patřil pod Francouzský protektorát) odnesli oba vítěze na ramenou.
Na Grand Prix Monaka došlo (23. dubna) ke kurióznímu závěru závodu. Nuvolari a Varzi (Bugatti T51) jezdili bezpečně v čele a sváděli tvrdý souboj o vedení. V 99. kole ze 100 po výjezdu z tunelu jel však Varzi v čele sám. Nuvolariho červená Alfa se až po chvíli objevila z tunelu s dosluhujícím, kouřícím motorem a před šikanou u přístavu se zastavila docela. Nuvolari vyskočil z vozu a snažil se vůz dotlačit do cíle. Mezitím se Borzacchini a Dreyfus kolem něj prohnali a získali druhé a třetí místo. Někteří diváci a jeden příliš horlivý mechanik pomáhali vůz tlačit, ale protože pravidla vylučovala cizí pomoc, byl Nuvolari následně diskvalifikován.
Na berlínském AVUSU (III. Avusrennen) 21. května startovalo jen 11 vozů, z nichž 7 dojelo do cíle. Hned první den tréninku se zabil Otto Merz, jeden z nejlepších německých jezdců. Tato katastrofa zastínila celou událost. O vítězství se utkali na vozech Bugatti Type 59 Varzi a Czaykowski, o 2 desetiny vteřiny vyhrál Varzi. I obě Alfy Romeo Monza 2600 svedly tuhý souboj. Borzacchini a Nuvolari v mrtvém závodě dojeli na třetím místě (ex aequo), ale přes 5 minut za vítězem. Na 10. ročníku závodu do vrchu Pontedecimo-Giovi zvítězil 18. června Trossi před Borzacchinim (oba na Alfa Romeo Monza 2600). Poslední vítězství v závodě do vrchu s Alfou dosáhl Borzacchini 2. července na trati Susa-Moncenisio (13. ročník, 22,1 km).
Potom Alfám začal docházet dech. Borzacchini nedokončil Targa Florio, Grand Prix Francie ani Belgie. Nuvolari utekl k Maserati a Borzacchini ho po závodu Coppa Ciano následoval. Na 7. ročníku závodu Coppa Ciano v Livornu (30. července) dojel svůj poslední závod Alfou Romeo Monza 2600 a obsadil v něm slušné 4. místo, když vyhrál Nuvolari na Maserati 8CM. Borzacchini se několik dní před závodem necítil dobře, měl žaludeční zácpy kvůli těžkému jídlu v Livornu založeném na mořských plodech. Po čtyřech kolech závodu musel odstoupit, protože neměl sílu pokračovat, zaparkoval auto v boxech a omdlel. Jeho vůz převzal Mario Tadini a dojel s ním po 12 kolech do cíle.

### Maserati (1933)
Na Velké ceně Marseille 27. srpna na autodromu Miramas již Borzacchini startoval na voze Maserati 26M (8C 3000), ale odstoupil v polovině závodu pro zlomený náboj kola. Dokonce se Borzacchini ocitl nakrátko na prvním místě průběžného pořadí, které však opustil při vjezdu do boxů v 51. kole a kde odstoupil ze závodu.

## Smrtelná havárie
Je povahou závodů Grand Prix, že jeho historie je protkaná několika tragickými dny. Málokdo na tom byl tak špatně jako 10. září 1933, kdy v Monze přišli o život tři přední jezdci (Guiseppe Campari, Baconin Borzacchini a Stanisław Czaykowski – český magazín Auto ho nazýval počeštěle jako hrabě Čajkovský popř. jako Czajkowski).

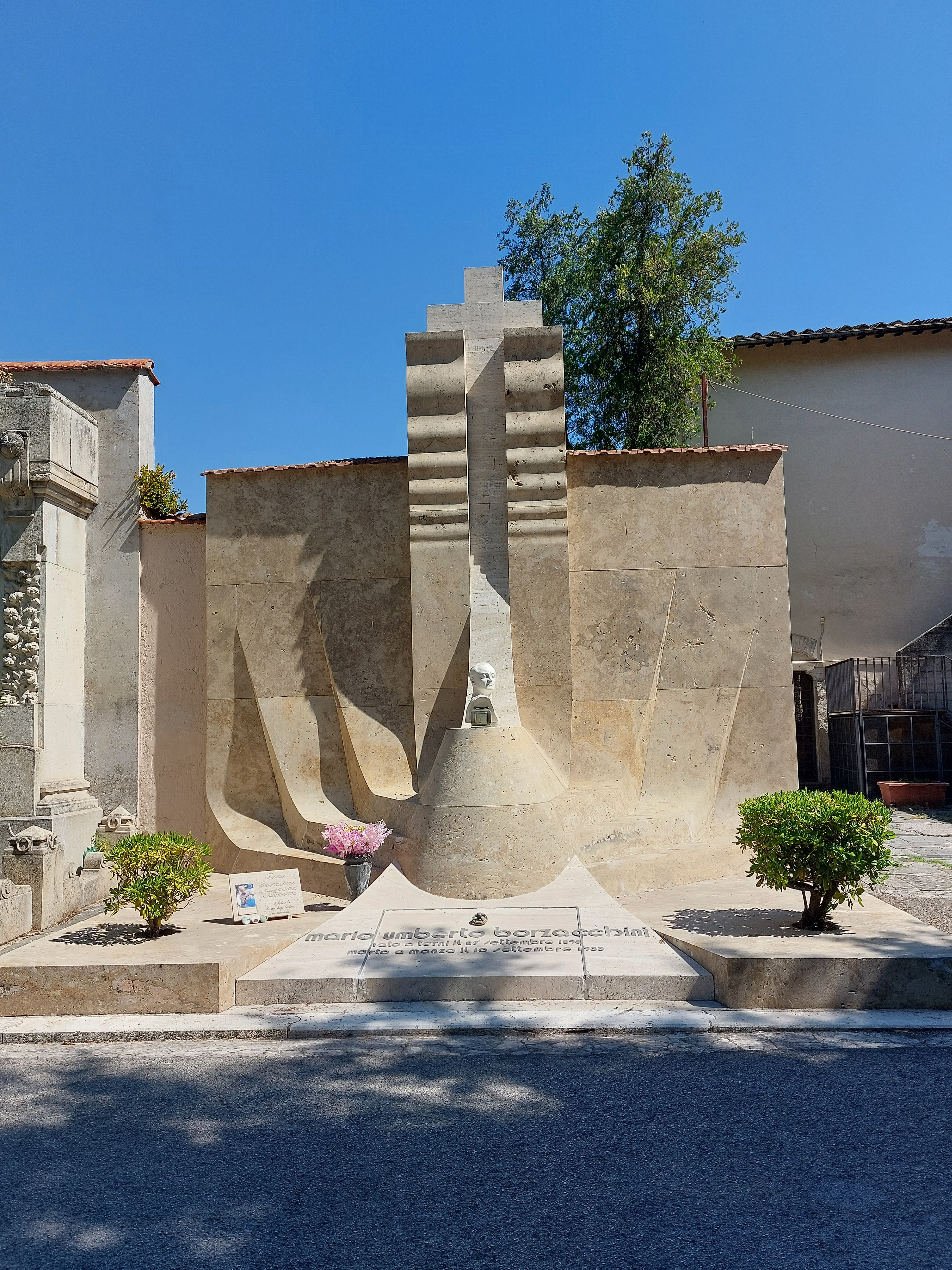
Hřbitov v Terni, hrob Maria Umberta Borzacchiniho (2022)

Velká cena Monzy se stejně jako v minulých ročnících jela na jednotlivé rozjížďky vylučovacím způsobem, po nichž následovalo finále. Předehra k tragédii se odehrála již v 1. rozjížďce, když Carlu Felice Trossimu z vozu Duesenberg uprostřed klopené jižní zatáčky vyteklo 20 l oleje. Byl sice učiněn pokus odstranit olej, zatímco vozy pro 2. rozjížďku již čekaly na roštu. Byl pouze na něj nasypán písek, což bylo nedostatečné opatření, které vlastně celou situaci zhoršilo, protože olej na trati zůstal a písek ještě více snížil přilnavost. Campari a Borzacchini byli hlavními soupeři ze sedmivozového pole druhé rozjížďky.
Po opožděném startu 2. rozjížďky se Campari (Alfa Romeo Tipo B/P3) a Borzacchini (Maserati 26M/8C-3000) okamžitě ujali vedení. Těsně je následovali Carlo Castelbarco a Barbieri, pak následovali Balestrero, Pellegrini a „Helle-Nice“. Jezdci ještě neodjeli první kolo, když k tragédii došlo. Campari a Borzacchini vjeli do jižní zatáčky rychlostí kolem 180 km/h. Campari dostal smyk, z pravé strany vyjel nahoru vlevo až k betonovému zábradlí, nějaký čas se odíral o opěrnou zeď, pak se převrátil a vyletěl z trati. Opustil trať v divokých přemetech, Alfa se převrátila a pod sebou okamžitě Campariho rozdrtila. Borzacchinimu, který vjížděl do zatáčky více vlevo, Campariho vůz přeťal dráhu. Pokusil se vyhnout Camparimu, ztratil kontrolu na vozem, dostal smyk a přeletěl přes okraj jako Campari. Borzacchni byl vymrštěn z vozu směrem na strom, ale vůz mu po několikanásobném převrácení přerazil páteř. Ještě při převozu do nemocnice se zlomeninou páteře, rozdrceným hrudníkem a vnitřním krvácením Ital žil, netrvalo však dlouhou a připojil se k mrtvému příteli Camparimu. Podle jiné verze jel v čele Borzacchini, těsně sledován Camparim. V jižní zatáčce najel Borzacchini na olej, jeho vůz se šíleně roztočil, převrhl se a pohřbil jezdce pod sebou se zlomeninou lebeční kosti a několika zlomeninami nohou. Byl vytažen z trosek vozu mrtev. Campari v zoufalé snaze vyhnout se havarovanému vozu vyjel z dráhy a nalétl na strom. Byl usmrcen na místě. Obě verze jsou v podstatě shodné až na to, že role smutných hrdinů tragédie navzájem zaměňují.
Závod pokračoval dál i 3. rozjížďkou. Do finálové jízdy nastoupilo 11 vozů. V čele jezdily dvě bugatky, hrabě Czaykowski a Lehoux.  Ale v osmém kole se Lehoux prohnal na prvním místě, zatímco Czaykowski chyběl. Jeho Bugatti Bugatti T54 (na tomto typu zahynul na Avusu v roce 1932 i Jiří Kristián Lobkowicz) havarovalo v jižní zatáčce jen o 50 metrů dále od místa, kde havarovali Campari a Borzacchini. Bugatti dostalo divoký smyk, převrátilo se přes vnější hranu dráhy, palivová nádrž explodovala a části vozu se rozlétly na všechny strany. Czaykowski vyletěl z vozu a narazil hlavou na kámen u trati. To ho téměř jistě okamžitě zabilo. Trosky Bugatti uvěznily řidiče pod sebou. Uhořel dříve, než mu někdo mohl přispěchat na pomoc. To byl konec závodu...

## Kompletní výsledky v Mistrovství EvropyAIACR
| Legenda k tabulce | Legenda k tabulce                                                                       |
| Barva             | Výsledek                                                                                |
| ----------------- | --------------------------------------------------------------------------------------- |
| Zlatá             | Vítěz                                                                                   |
| Stříbrná          | 2. místo                                                                                |
| Bronzová          | 3. místo                                                                                |
| Zelená            | Bodované umístění                                                                       |
| Modrá             | Nebodované umístění                                                                     |
| Modrá             | Dokončil neklasifikován (NC)                                                            |
| Fialová           | Odstoupil (Ret)                                                                         |
| Červená           | Nekvalifikoval se (DNQ)                                                                 |
| Červená           | Nepředkvalifikoval se (DNPQ)                                                            |
| Černá             | Diskvalifikován (DSQ)                                                                   |
| Bílá              | Nestartoval (DNS)                                                                       |
| Bílá              | Závod zrušen (C)                                                                        |
| Světle modrá      | Pouze trénoval (PO)                                                                     |
| Světle modrá      | Páteční testovací jezdec (TD)                                                           |
| Bez barvy         | Netrénoval (DNP)                                                                        |
| Bez barvy         | Vyřazen (EX)                                                                            |
| Bez barvy         | Nepřijel (DNA)                                                                          |
| Bez barvy         | Odvolal účast (WD)                                                                      |
| Bez barvy         | Nezúčastnil se (prázdné)                                                                |
| Označení          | Význam                                                                                  |
| Tučnost           | Pole position                                                                           |
| Kurzíva           | Nejrychlejší kolo                                                                       |
| †                 | Jezdec nedojel do cíle, ale byl klasifikován, protože odjel více než 90 % délky závodu. |
| ‡                 | Byl udělován poloviční počet bodů, protože bylo odjeto méně než 75 % délky závodu.      |
| Horní index       | Umístění bodujících jezdců ve sprintu                                                   |

| Rok  | Stáj          | Vůz                        | Motor             | 1     | 2     | 3     | Konečné pořadí v ME | Body |
| ---- | ------------- | -------------------------- | ----------------- | ----- | ----- | ----- | ------------------- | ---- |
| 1931 | SA Alfa Romeo | Alfa Romeo 8C-2300 (Monza) | Alfa Romeo 2.3 R8 | ITA 2 | FRA 2 | BEL 2 | neklasifikován      | 0    |
| 1932 | SA Alfa Romeo | Alfa Romeo Tipo B/P3       | Alfa Romeo 2.6 R8 | ITA 3 | FRA 2 | GER 3 | 2                   | 8    |

## Vítězné závody Grand Prix
- Coppa Etna 1928 (Maserati 26B)
- Grand Prix Tripolisu 1930 (Maserati V4)
- Mille Miglia 1932 (Alfa Romeo 8C 2300)